# Bromuro de telurio(II)
El bromuro de telurio(II), también conocido como dibromuro de telurio, es un compuesto químico. Su fórmula química es TeBr2. Contiene iones de telurio y bromuro. El telurio está en estado de oxidación +2..

## Propiedades
El bromuro de telurio(II) es un sólido cristalino de color marrón verdoso. Absorbe el agua del aire.

## Preparación
Se produce cuando el bromuro de telurio(IV) se calienta en el aire. También se puede hacer mediante la reducción cuidadosa del bromuro de telurio(IV).